# KinoPoisk
KinoPoisk este un site web rusesc de informații din lumea filmului deținut de LLC "Kinopoisk" și LLC AlloCiné. A fost creat de Vitalie Tatsiu și Dmitrie Șuhanov la 7 noiembrie 2003. Alexa Internet îl poziționează pe locul 635 în lume și pe # 28 în Runet. Conține informații despre filme, emisiuni TV, actori, regizori, un forum etc.